# 23 stycznia
23 stycznia jest 23. dniem w kalendarzu gregoriańskim. Do końca roku pozostało 342 (w latach przestępnych 343) dni.

## Święta
- Imieniny obchodzą: Agatangel, Akwila, Anicet, Aniceta, Bartłomiej, Bernard, Daniel, Emerencja, Filip, Henryk, Ildefons, Jan, Kadok, Klemens, Konstanty, Łukasz, Maksym, Maria, Michał, Onufry, Rajmund, Rajmunda, Sewerian, Uniemir, Wincenty i Wrocsława.
- Wspomnienia i święta w Kościele katolickim[1][2] obchodzą:
  - św. Agatangel (męczennik)
  - bł. Henryk Suzon (prezbiter)
  - św. Ildefons z Toledo (arcybiskup)
  - św. Kadok z Llancarvon (również 21 listopada)
  - św. Klemens (biskup i męczennik)
  - św. Marianna Cope (tercjarka franciszkańska)
  - bł. Mikołaj Gross (męczennik)
  - Kościół katolicki w Polsce: Męczennicy z Pratulina (Wincenty Lewoniuk i 12 towarzyszy)
- W Kościołach mariawickich:
  - Zaślubiny Najświętszej Maryi Panny ze św. Józefem

## Wydarzenia w Polsce

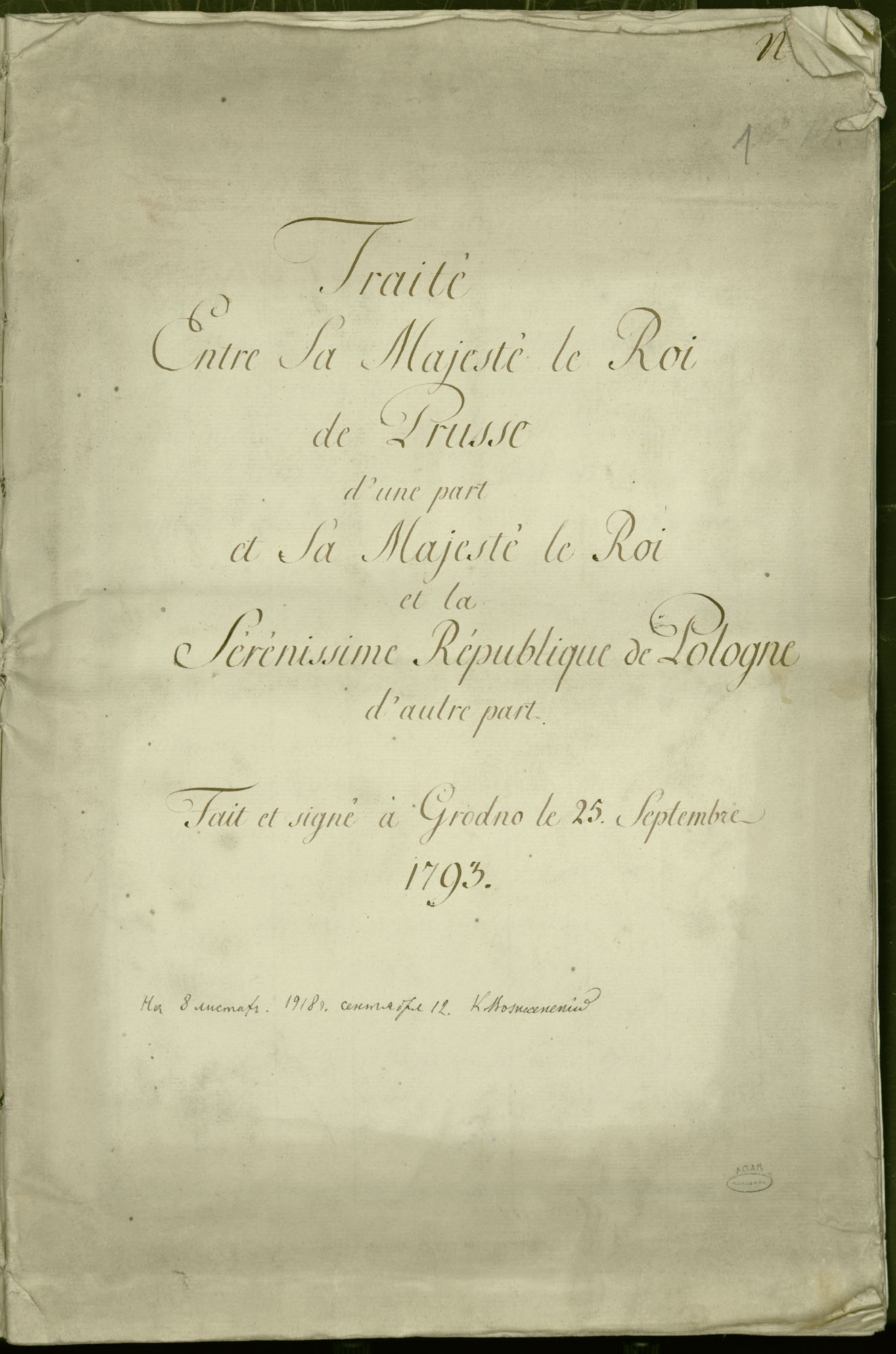
Pierwsza strona drugiego Traktatu rozbiorowego

- 1510 – Za pośrednictwem posłów króla Węgier Władysława II Jagiellończyka został zawarty pokój w Kamieńcu Podolskim pomiędzy królem Polski Zygmuntem I Starym a hospodarem mołdawskim Bogdanem III.
- 1520 – Wojna pruska: wojska krzyżackie splądrowały i spaliły Frombork, co m.in. skłoniło Mikołaja Kopernika do przeniesienia się do Olsztyna.
- 1631 – Wojna trzydziestoletnia: zawarto sojusz szwedzko-francuski w Bärwalde (Mieszkowicach).
- 1770 – Porażka konfederatów barskich w bitwie z wojskami rosyjskimi pod Dobrą w Wielkopolsce.
- 1793 – Rosja i Prusy dokonały II rozbioru Polski. Austria tym razem nie wzięła w rozbiorze udziału, zadowalając się perspektywą objęcia w posiadanie Bawarii.
- 1914 – Poświęcono Cmentarz Komunalny przy ul. Panewnickiej w Katowicach.
- 1919 – Wojsko czechosłowackie zajęło polską część Śląska Cieszyńskiego; rozpoczęła się wojna polsko-czechosłowacka.
- 1920 – Grudziądz został po 147 latach przyłączony do Polski.
- 1927 – Rozpoczął się I Międzynarodowy Konkurs Pianistyczny im. Fryderyka Chopina.
- 1929 – Założono Muzeum Śląskie w Katowicach.
- 1936 – Premiera filmu Dodek na froncie w reżyserii Michała Waszyńskiego.
- 1945:
  - Armia Czerwona zajęła miasta: Grajewo, Kalisz, Ostrów Wielkopolski, Solec Kujawski, Sieradz, Sławków i Śrem.
  - Grupa zwiadu Armii Czerwonej wyzwoliła filię obozu koncentracyjnego Groß-Rosen – KL Fünfteichen w dzisiejszych Miłoszycach w gminie Jelcz Laskowice.
- 1948 – Sąd Okręgowy w Krakowie ogłosił wyroki w procesie personelu Plaszowa i Auschwitz-Birkenau.
- 1950 – Powstało podporządkowane państwu Zrzeszenie Katolików Caritas, zastępując zlikwidowaną instytucję kościelną o tej samej nazwie.
- 1953 – Telewizja Polska rozpoczęła regularne nadawanie programu.
- 1975 – Zainaugurował działalność Teatr Dramatyczny im. Jana Kochanowskiego w Opolu.
- 1980 – Samolot pasażerski PLL LOT Tu-134 „Władysław Reymont” nie zdołał wyhamować w trakcie lądowania na Okęciu, uderzył w wał ziemny i po odłamaniu prawego skrzydła stanął w płomieniach. W wypadku nikt nie zginął.
- 1991 – Premiera filmu Nad rzeką, której nie ma w reżyserii Andrzeja Barańskiego.
- 1995 – W wypadku autokaru wiozącego drużynę hokejową STS Autosan Sanok w miejscowości Gniewoszówka zginęły 3 osoby, w tym hokeista Piotr Milan.
- 1998 – Premiera filmu sensacyjnego Młode wilki 1/2 w reżyserii Jarosława Żamojdy.
- 2000 – Premiera 1. odcinka serialu komediowego Święta wojna.
- 2002 – „Gazeta Wyborcza” opublikowała artykuł ujawniający aferę „łowców skór” w łódzkim pogotowiu ratunkowym.
- 2008:
  - 20 osób zginęło w katastrofie samolotu wojskowego CASA C-295 pod Mirosławcem.
  - Otwarto fabrykę Della w Łodzi.
- 2011 – Na Wielkiej Krokwi w Zakopanem Kamil Stoch wygrał pierwszy w karierze konkurs Pucharu Świata.
- 2016 – Włodzimierz Czarzasty został wybrany na przewodniczącego Sojuszu Lewicy Demokratycznej[3].
- 2019 – Grający dotychczas w Genoa CFC Krzysztof Piątek podpisał kontrakt z A.C. Milan. W wyniku tego transferu, opiewającego na 35 mln euro, został najdroższym wówczas polskim piłkarzem w historii.

## Wydarzenia na świecie
- 393 – Flawiusz Honoriusz otrzymał tytuł augusta.
- 607 – Tomasz I został patriarchą Konstantynopola.
- 635 – Kapitulacja bizantyńskiej Pelli (arab. Fihl) w Palestynie (obecnie w Jordanii).
- 971 – Potężny ostrzał prowadzony przez kuszników armii dynastii Song zdziesiątkował słonie bojowe armii południowej dynastii Han. Zwycięstwo to przypieczętowało los państwa Han, które wkrótce zostało wcielone do songowskiej monarchii. Była to ostatnia bitwa na terenie Chin, w której użyto słoni.
- 1368 – Mnich buddyjski i przywódca powstania antymongolskiego Zhu Yuanzhang ogłosił się w zdobytym Pekinie cesarzem, rozpoczynając panowanie dynastii Ming.
- 1505 – Wojna o sukcesję w Landshut: zwycięstwo wojsk bawarskich nad palatynackimi w bitwie pod Gangkofen.
- 1512 – Neagoe Basarab został hospodarem Wołoszczyzny.
- 1516 – Joanna Szalona została królową Aragonii.
- 1556 – W wyniku trzęsienia ziemi w chińskiej prowincji Shaanxi zginęło 830 tysięcy osób.
- 1570 – Został zamordowany James Stewart, 1. hrabia Moray, regent małoletniego króla Szkocji Jakuba I Stuarta.
- 1571 – Thomas Gresham założył w Londynie giełdę królewską (Royal Exchange).
- 1576 – Papież Grzegorz XIII erygował diecezję Makau.
- 1579 – Północne prowincje Niderlandów podpisały unię utrechcką.
- 1656 – Francuski filozof Blaise Pascal opublikował pierwszą z 18 części swego dzieła Prowincjałki.
- 1668 – Wojna dewolucyjna: Anglia, Szwecja i Republika Zjednoczonych Prowincji zawarły trójporozumienie przeciwko Francji.
- 1690 – Józef I Habsburg został wybrany w Augsburgu, za życia ojca Leopolda I, na króla niemieckiego.
- 1691 – Domingo Terán de los Rios został pierwszym gubernatorem hiszpańskiego Teksasu.
- 1698 – Późniejszy król Wielkiej Brytanii Jerzy I Hanowerski został elektorem Hanoweru.
- 1710 – Na mocy decyzji księcia elektora Saksonii i króla Polski Augusta II Mocnego w Miśni rozpoczęła działalność pierwsza w Europie Królewsko-Polska i Elektorsko-Saska Manufaktura Porcelany.
- 1719 – Utworzono księstwo Liechtenstein.
- 1765 – Król i przyszły cesarz rzymski Józef II Habsburg ożenił się po raz drugi z Marią Józefą Antoniną Wittelsbach.
- 1780 – W Nowym Jorku zanotowano rekordowo niską dla tego miasta temperaturę (−27 °C).
- 1790 – Statek HMS „Bounty” został spalony u wybrzeży wyspy Pitcairn przez osiadłych na niej zbuntowanych członków załogi w celu utrudnienia odnalezienia ich przez marynarkę brytyjską.
- 1799 – Po zwycięstwie wojsk francuskich w wojnie z Królestwem Neapolu w południowych Włoszech została proklamowana marionetkowa Republika Partenopejska.
- 1812 –  Dolinę Missisipi, w pobliżu miasta New Madrid, nawiedziło drugie z serii najpotężniejszych trzęsień ziemi w historii wschodnich USA.
- 1814 – Wojna Francji z VI koalicją antyfrancuską: nierozstrzygnięta francusko-brytyjska bitwa morska koło Porto Inglês na Wyspach Zielonego Przylądka.
- 1826 – Na Ziemi van Diemena (obecnie Tasmania) został ujęty seryjny morderca i kanibal Thomas Jeffries.
- 1831 – Ustanowiono flagę Belgii.
- 1843 – Czech Jakub Kryštof Rad opatentował cukier w kostkach.
- 1855 – W Minneapolis otwarto pierwszy most przez rzekę Missisipi.
- 1870 – Amerykańska kawaleria dokonała w stanie Montana masakry 173 Indian (w większości kobiet i dzieci) ze szczepu Czarnych Stóp.
- 1895 – Norweski naukowiec Carsten Borchgrevink jako pierwszy człowiek postawił nogę na Antarktydzie.
- 1898 – José Evaristo Uriburu został prezydentem Argentyny.
- 1899 – Proklamowano Pierwszą Republikę Filipińską, której prezydentem został Emilio Aguinaldo.
- 1900 – II wojna burska: rozpoczęła się bitwa o Spion Kop.
- 1904 – Pożar strawił doszczętnie norweskie miasto Ålesund.
- 1907 – Charles Curtis jako pierwszy Indianin został wybrany do Senatu Stanów Zjednoczonych.
- 1909:
  - 6 osób zginęło na pokładzie brytyjskiego transatlantyku RMS „Republic” po zderzeniu we mgle z włoskim liniowcem SS „Florida” koło przylądka Nantucket (Massachusetts).
  - Dokonano oblotu francuskiego samolotu Blériot XI.
  - Około 8 tys. osób zginęło w trzęsieniu ziemi w zachodnim Iranie.
- 1911 – Fizyk, lekarz i wynalazca Édouard Branly został wybrany na członka Akademii Francuskiej, pokonując w głosowaniu Marię Skłodowską-Curie.
- 1912 – W Hadze podpisano pierwszy międzynarodowy traktat dotyczący handlu opium.
- 1913 – Podczas toczącej się I wojny bałkańskiej w wyniku wojskowego zamachu stanu została obalona w Turcji koalicja Unii Liberalnej. Ustanowiono dyktaturę wojskową z İsmailem Enverem na czele.
- 1921 – Założono hiszpański klub piłkarski Deportivo Alavés.
- 1933 – Weszła w życie 20. poprawka do Konstytucji Stanów Zjednoczonych.
- 1934 – Węgierski neurolog Ladislas J. Meduna podjął próbę wstrzyknięcia kamfory 33-letniemu pacjentowi w ciężkiej katatonii, doprowadzając po pięciu iniekcjach do ustąpienia jej objawów.
- 1937 – Wielki terror: w Moskwie rozpoczął się tzw. „proces siedemnastu” (oficjalnie „Proces alternatywnego antysowieckiego centrum trockistowskiego”).
- 1940 – W czasie największej w historii Atlanty burzy śnieżnej spadło 25 cm śniegu.
- 1941 – Rumuńska organizacja faszystowska Żelazna Gwardia została zdelegalizowana po nieudanym puczu wymierzonym w rząd Iona Antonescu.
- 1942:
  - W wileńskim getcie założono Zjednoczoną Organizację Partyzancką.
  - Wojna na Pacyfiku: wybuchły walki na Nowej Gwinei.
- 1943:
  - II wojna światowa w Afryce: wojska alianckie zajęły Trypolis.
  - Front wschodni: w kotle pod Stalingradem wylądował ostatni niemiecki samolot.
- 1944 – Kampania włoska: podczas desantu pod Anzio został zatopiony przez niemieckie lotnictwo brytyjski niszczyciel HMS „Janus”. Zginęło 158 członków załogi, uratowano 94.
- 1955 – 17 osób zginęło, a 25 zostało rannych w wyniku wykolejenia pociągu osobowego w angielskim Royal Sutton Coldfield.
- 1958 – Admirał Wolfgang Larrazábal został tymczasowym prezydentem Wenezueli, po ucieczce za granicę obalonego dyktatora Marcosa Péreza Jiméneza.
- 1960 – Jacques Piccard i Don Walsh w batyskafie „Trieste” dotarli po raz pierwszy do najgłębiej położonego punktu na Ziemi – Głębi Challengera w Rowie Mariańskim na Pacyfiku (10 994 m).
- 1961 – Ustanowiono Order Zasługi Wielkiego Księstwa Luksemburga.
- 1968:
  - Amerykański okręt wojenny USS „Pueblo” został uprowadzony wraz z załogą do Korei Północnej.
  - W Danii odbyły się wybory parlamentarne.
  - Założono Izraelską Partię Pracy.
- 1973 – Na islandzkiej wyspie Heimaey doszło do erupcji wulkanu Eldfell.
- 1978 – RFN i Dżibuti nawiązały stosunki dyplomatyczne.
- 1979 – 27 osób zginęło w pożarze domu starców w fińskim mieście Virrat.
- 1980 – Prezydent USA Jimmy Carter ogłosił doktrynę w sprawie zabezpieczenia amerykańskich interesów w Zatoce Perskiej.
- 1983 – Stacja NBC wyemitowała premierowy odcinek serialu sensacyjnego Drużyna A.
- 1984 – Chile i Argentyna podpisały porozumienie kończące spór graniczny na Ziemi Ognistej.
- 1986 – Została odkryta Bianka, jeden z księżyców Urana.
- 1991 – Wojna domowa w Rwandzie: rebelianci z Rwandyjskiego Frontu Patriotycznego zdobyli miasto Ruhengeri.
- 1992 – W Kijowie otwarto ambasadę USA.
- 1997:
  - Madeleine Albright jako pierwsza kobieta została sekretarzem stanu USA.
  - Zatwierdzenie regulaminu Administracji Prezydenta Republiki Białorusi.
- 2002 – W Pakistanie uprowadzono dziennikarza Daniela Pearla. Został zamordowany kilka dni później.
- 2003 – Odebrano ostatnie sygnały z amerykańskiej sondy kosmicznej Pioneer 10.
- 2005 – Wiktor Juszczenko został zaprzysiężony na urząd prezydenta Ukrainy.
- 2006:
  - Konserwatywna Partia Kanady Stephena Harpera wygrała wybory parlamentarne.
  - W katastrofie kolejowej w Bioče w Czarnogórze zginęły 44 osoby, a około 200 zostało rannych.
- 2007 – 5 ochroniarzy z amerykańskiego przedsiębiorstwa Blackwater zginęło w helikopterze zestrzelonym nad Bagdadem.
- 2008 – Premier Grecji Kostas Karamanlis przybył do Turcji z pierwszą od 49 lat oficjalną wizytą na tym szczeblu.
- 2009 – Kobieta i dwoje dzieci zginęło, a 12 osób zostało rannych od ciosów nożem wskutek ataku szaleńca na żłobek w belgijskim Dendermonde.
- 2011 – Ubiegający się o reelekcję prezydent Portugalii Aníbal Cavaco Silva został wybrany na II kadencję.
- 2014 – Catherine Samba-Panza jako pierwsza kobieta przejęła obowiązki prezydenta Republiki Środkowoafrykańskiej.
- 2015 – Po śmierci brata Abda Allaha ibn Abda al-Aziza nowym królem Arabii Saudyjskiej został Salman ibn Abd al-Aziz Al Su’ud.
- 2017 – Pravind Jugnauth został premierem Mauritiusa.
- 2019 – Kryzys prezydencki w Wenezueli: lider opozycji Juan Guaidó ogłosił się prezydentem kraju, co jako pierwszy kraj na świecie zostało uznane przez rząd amerykański, w reakcji na co prezydent Nicolás Maduro ogłosił zerwanie stosunków dyplomatycznych z USA.
- 2020 – Wskazówki na symbolicznym „zegarze zagłady” na Uniwersytecie w Chicago zostały przesunięte z 23:58 na 23:58:20, co jest wskazaniem najbliższym północy od początku istnienia zegara[4].

## Urodzili się
- 599 – Tang Taizong, cesarz Chin (zm. 649)
- 1350 – Wincenty Ferreriusz, hiszpański misjonarz, święty (zm. 1419)
- 1378 – Ludwik III Wittelsbach, elektor Palatynatu (zm. 1436)
- 1489 – Uberto Gambara, włoski duchowny katolicki, biskup Tortony, wikariusz generalny Rzymu, nuncjusz apostolski, kardynał (zm. 1549)
- 1514 – Hai Rui, chiński urzędnik z czasów dynastii Ming (ur. 1587)
- 1522 – Georg Kleefeld, niemiecki polityk, burmistrz Gdańska (zm. 1576)
- 1572 – Joanna de Chantal, francuska zakonnica, święta (zm. 1641)
- 1578 – Bartolomeo Schedoni, włoski malarz (zm. 1615)
- 1585 – Maria Ward, angielska zakonnica, Służebnica Boża (zm. 1645)
- 1594 – Giovanni Battista Maria Pallotta, włoski kardynał, nuncjusz apostolski (zm. 1668)
- 1598 – François Mansart, francuski architekt (zm. 1666)
- 1600 – Alexander Keirincx, flamandzki malarz (zm. 1652)
- 1640 – Philip Wilhelm von Hörnigk, niemiecki ekonomista (zm. 1714)
- 1684 – Giuseppe Alessandro Furietti, włoski kardynał, literat, archeolog, antykwariusz, kolekcjoner, erudyta (zm. 1764)
- 1686 – Moritz Georg Weidmann, królewsko-polski i elektorsko-saski radca dworu, księgarz, wydawca (zm. 1743)
- 1688 – Ulryka Eleonora Wittelsbach, królowa Szwecji (zm. 1741)
- 1690 – Gottfried Heinrich Stölzel, niemiecki kompozytor, teoretyk muzyki (zm. 1749)
- 1700 – Jan Christian Wittelsbach, hrabia palatyn i książę Palatynatu-Sulzbach (zm. 1733)
- 1710 – Jacob Langebek, duński historyk, archiwista, lingwista, leksykograf, wykładowca akademicki (zm. 1775)
- 1719 – John Landen, brytyjski matematyk (zm. 1790)
- 1730 – Joseph Hewes, amerykański polityk (zm. 1779)
- 1734 – Wolfgang von Kempelen, węgierski baron, poliglota, wynalazca (zm. 1804)
- 1737 – John Hancock, amerykański kupiec, polityk (zm. 1793)
- 1741 – (lub 1742) Ralph Izard, amerykański polityk (zm. 1804)
- 1747 – Józefina Leroux, francuska klaryska, męczennica, błogosławiona (zm. 1794)
- 1751 – Jakob Michael Reinhold Lenz, niemiecki pisarz (zm. 1792)
- 1752 – Muzio Clementi, włoski kompozytor, pianista (zm. 1832)
- 1756 – João de Almeida Melo e Castro, portugalski polityk, dyplomata (zm. 1814)
- 1761 – Polikarp Augustyn Marciejewski, polski duchowny katolicki, biskup pomocniczy sejneński (zm. 1827)
- 1780 – Klemens Urmowski, polski prawnik, sędzia, wykładowca akademicki, bibliofil (zm. 1827)
- 1782 – José Francisco Bermúdez, wenezuelski generał (zm. 1831)
- 1783 – Stendhal, francuski pisarz (zm. 1842)
- 1786 – Auguste de Montferrand, francuski architekt (zm. 1858)
- 1790 – Johann Jakob Heckel, austriacki zoolog, ichtiolog (zm. 1857)
- 1795 – Ludwig Ferdinand Hesse, niemiecki architekt, malarz (zm. 1876)
- 1801 – Jean-Pierre Gury, francuski jezuita, teolog (zm. 1866)
- 1812 – Gregorio Ferro, hiszpański malarz, ilustrator (ur. 1742)
- 1813 – Camilla Collett, norweska pisarka, feministka (zm. 1895)
- 1814 – Alexander Cunningham, brytyjski inżynier wojskowy, archeolog (zm. 1893)
- 1817 – Fryderyk Henryk Lewestam, polski dziennikarz, krytyk i historyk literatury pochodzenia niemieckiego (zm. 1878)
- 1820:
  - Max Gemminger, niemiecki entomolog (zm. 1887)
  - Aleksandr Sierow, rosyjski kompozytor (zm. 1871)
- 1821 – Antoni Nagórny, polski ekonomista, bankowiec, działacz spółdzielczy (zm. 1896)
- 1822 – Heinrich Brunn, niemiecki archeolog, wykładowca akademicki (zm. 1894)
- 1823:
  - Emilia Knausówna, polska malarka (zm. 1924)
  - Leopold von Winter, niemiecki polityk, nadburmistrz Gdańska (zm. 1893)
- 1828:
  - Izaak (Położenski), rosyjski biskup prawosławny (zm. 1894)
  - Takamori Saigō, japoński samuraj (zm. 1877)
- 1832 – Édouard Manet, francuski malarz (zm. 1883)
- 1833 – Lewis Morris, walijski poeta, polityk (zm. 1907)
- 1835 – August Lanner, austriacki kompozytor (zm. 1855)
- 1837 – Piotr Paweł Mystkowski, polski zakonnik, kapelan w powstaniu styczniowym (zm. 1927)
- 1838 – Marianna Cope, amerykańska zakonnica, święta (zm. 1918)
- 1840 – Ernst Abbe, niemiecki fizyk, optyk, wykładowca akademicki (zm. 1905)
- 1844 – Paul Brousse, francuski lekarz, anarchista, socjalista, polityk (zm. 1912)
- 1847 – Leopold Loewenfeld, niemiecki neurolog, seksuolog (zm. 1923)
- 1851:
  - Micheasz (Aleksiejew), rosyjski biskup prawosławny (zm. 1931)
  - Aleksander Mniszek-Tchórznicki, polski ziemianin, prawnik, sędzia, urzędnik (zm. 1916)
  - Paul Näcke, niemiecki psychiatra, kryminolog (zm. 1913)
- 1852 – Alfred Zucker, niemiecko-amerykański architekt (zm. 1913)
- 1854 – Jan Karchowski, polski lekarz, działacz społeczny (zm. 1939)
- 1855:
  - John Moses Browning, amerykański konstruktor broni palnej (zm. 1926)
  - César Nicolás Penson, dominikański pisarz, dziennikarz, prawnik (zm. 1901)
- 1856 – Aleksander Poniński, polski ziemianin, polityk (zm. 1915)
- 1857 – Andrija Mohorovičić, chorwacki meteorolog, geofizyk, sejsmolog (zm. 1936)
- 1858:
  - Oswald Balzer, polski historyk, wykładowca akademicki pochodzenia austriackiego (zm. 1933)
  - Józef Bortnowski, polski polityk, prezydent Łomży i Zgierza (zm. 1923)
  - Stanisław Schneider, polski filolog klasyczny, historyk literatury, pedagog (zm. 1917)
- 1859 – Katharine Tynan, irlandzka dziennikarka, poetka, pisarka (zm. 1931)
- 1862:
  - Anton Delbrück, niemiecki psychiatra (zm. 1944)
  - David Hilbert, niemiecki matematyk, fizyk matematyczny, wykładowca akademicki (zm. 1943)
  - Ovington Eugene Weller, amerykański polityk, senator (zm. 1947)
- 1869 – Atanazy, indyjski duchowny Syryjskiego Kościoła Ortodoksyjnego, metropolita Malankary (zm. 1953)
- 1870:
  - Katherine Bröske, niemiecka wspinaczka (zm. 1929)
  - William G. Morgan, amerykański nauczyciel, twórca siatkówki (zm. 1942)
  - Ole Sæther, norweski strzelec sportowy (zm. 1946)
- 1872 – Jože Plečnik, słoweński architekt, urbanista, grafik, filozof, wykładowca akademicki (zm. 1957)
- 1873:
  - Karol Irzykowski, polski pisarz, krytyk literacki, filmowy i teatralny (zm. 1944)
  - Béla Lajta, węgierski architekt (zm. 1920)
- 1874:
  - Józef González Huguet, hiszpański duchowny katolicki, męczennik, błogosławiony (zm. 1936)
  - Juliusz Twardowski, polski prawnik, polityk (zm. 1945)
  - Jan Urban, polski jezuita, historyk (zm. 1940)
- 1876:
  - Otto Diels, niemiecki chemik, wykładowca akademicki, laureat Nagrody Nobla (zm. 1954)
  - Rupert Mayer, niemiecki jezuita, działacz antynazistowski, błogosławiony (zm. 1945)
- 1883 – Aleksander Ringman, polski działacz niepodległościowy, inżynier, radca ministerialny, ekonomista (zm. 1938)
- 1885:
  - Paschalis Torres Lloret, hiszpański działacz Akcji Katolickiej, męczennik, błogosławiony (zm. 1936)
  - Bolesław Wallek-Walewski, polski kompozytor, dyrygent, pedagog (zm. 1944)
- 1889:
  - Julian Kuszpit, polski działacz niepodległościowy i policjant (zm. 1940)
  - Christian Piek, belgijski przeciągacz liny (zm. ?)
  - Gasper Thaçi, albański duchowny katolicki, arcybiskup Szkodry, więzień sumienia (zm. 1946)
- 1891:
  - Antonio Gramsci, włoski dziennikarz, historyk, filozof i teoretyk komunistyczny, polityk (zm. 1937)
  - František Smolík, czeski aktor (zm. 1972)
  - Pawło Tyczyna, ukraiński poeta, publicysta, tłumacz, polityk (zm. 1967)
- 1892 – Franciszek Dyzert, polski stolarz, działacz śpiewaczy (zm. 1945)
- 1893 – Filipp Jerszakow, radziecki generał porucznik (zm. 1942)
- 1894 – Norman Slater, amerykański rugbysta (zm. 1979)
- 1896 – Szarlotta, wielka księżna Luksemburga (zm. 1985)
- 1898:
  - Alojzy Liguda, polski duchowny katolicki, męczennik, błogosławiony (zm. 1942)
  - Randolph Scott, amerykański aktor (zm. 1987)
- 1899 – Edward Rożnowski, polski kapitan rezerwy piechoty, działacz niepodległościowy, lekarz (zm. 1939)
- 1900:
  - Bino Bini, włoski szablista (zm. 1974)
  - David Hand, amerykański animator, reżyser filmowy (zm. 1986)
- 1901:
  - Modest Dobrzyński, polski dziennikarz (zm. 1984)
  - Iwan Jelisiejew radziecki wiceadmirał (zm. 1974)
  - Tadeusz Moniewski, polski pedagog, działacz niepodległościowy i społeczny (zm. 1939)
- 1902 – Josef Silný, czeski piłkarz (zm. 1981)
- 1903:
  - Grigorij Aleksandrow, rosyjski aktor, reżyser, scenarzysta, operator i montażysta filmowy (zm. 1983)
  - Zbigniew Hornung, polski historyk sztuki, wykładowca akademicki (zm. 1981)
  - Gejus van der Meulen, holenderski piłkarz, bramkarz (zm. 1972)
- 1904:
  - Danijel Premerl, chorwacki piłkarz, trener (zm. 1975)
  - Louis Zukofsky, amerykański poeta pochodzenia żydowskiego (zm. 1978)
- 1905:
  - Erich Borchmeyer, niemiecki lekkoatleta, sprinter (zm. 2000)
  - Konstanty Ildefons Gałczyński, polski poeta (zm. 1953)
- 1906 – Lester Horton, amerykański choreograf, tancerz, pedagog (zm. 1953)
- 1907:
  - Dan Duryea, amerykański aktor (zm. 1968)
  - Maria Antonia Fabjan, słoweńska zakonnica, męczennica, błogosławiona (zm. 1941)
  - Hideki Yukawa, japoński fizyk teoretyczny, wykładowca akademicki, laureat Nagrody Nobla (zm. 1981)
- 1909 – Imre Ungár, węgierski pianista (zm. 1972)
- 1910:
  - Ildefons Houwalt, polski malarz (zm. 1987)
  - Django Reinhardt, belgijski gitarzysta pochodzenia romskiego (zm. 1953)
  - Irene Sharaff, amerykańska kostiumografka (zm. 1993)
  - Leszek Winowski, polski historyk prawa, wykładowca 6(zm. 1979)
- 1911:
  - Tola Korian, polska aktorka, pieśniarka, pedagog (zm. 1983)
  - Rudolf Kotormány, rumuński piłkarz, trener pochodzenia węgierskiego (zm. 1983)
- 1912:
  - Georgia Coleman, amerykańska skoczkini do wody (zm. 1940)
  - Henri Collard, belgijski kolarz torowy (zm. 1988)
  - Boris Pokrowski, rosyjski reżyser operowy i teatralny (zm. 2009)
  - Bronisława Staszel-Polankowa, polska biegaczka narciarska (zm. 1988)
  - Joseph Van Ingelgem, belgijski piłkarz (zm. 1989)
- 1913:
  - Jean-Michel Atlan, francuski malarz (zm. 1960)
  - Herbert Runge, niemiecki bokser (zm. 1986)
- 1914 – Pina Carmirelli, włoska skrzypaczka (zm. 1993)
- 1915:
  - Herma Bauma, austriacka lekkoatletka, oszczepniczka, piłkarka ręczna (zm. 2003)
  - Arthur Lewis, brytyjski ekonomista, wykładowca akademicki, laureat Nagrody Banku Szwecji im. Alfreda Nobla w dziedzinie ekonomii pochodzenia karaibskiego (zm. 1991)
  - Josef Zeman, czeski piłkarz, trener (zm. 1999)
- 1916 – David Douglas Duncan, amerykański fotoreporter, korespondent wojenny (zm. 2018)
- 1917 – Samson Daghbaszian, ormiański pedagog, polityk (zm. 2005)
- 1918 – Gertrude Elion, amerykańska lekarka farmakolog, wykładowczyni akademicka, laureatka Nagrody Nobla (zm. 1999)
- 1919:
  - Jan Derksen, holenderski kolarz torowy i szosowy (zm. 2011)
  - Ernie Kovacs, amerykański aktor, komik, prezenter telewizyjny pochodzenia węgierskiego (zm. 1962)
  - Bob Paisley, angielski piłkarz, trener (zm. 1996)
- 1920:
  - Gottfried Böhm, niemiecki architekt, rzeźbiarz (zm. 2021)
  - Henry Eriksson, szwedzki lekkoatleta, średniodystansowiec (zm. 2000)
  - Walter Frederick Morrison, amerykański wynalazca (zm. 2010)
  - Philippa Pearce, brytyjska autorka literatury dziecięcej (zm. 2006)
- 1921:
  - Hermann Baumann, szwajcarski zapaśnik (zm. 1999)
  - Silvio Gazzaniga, włoski rzeźbiarz (zm. 2016)
  - Marija Gimbutas, amerykańska archeolog, wykładowczyni akademicka pochodzenia litewskiego (zm. 1994)
  - Kazimierz Konrad, polski operator filmowy (zm. 1988)
  - Michaił Potapow, radziecki kapitan (zm. 1943)
  - Joop Stoffelen, holenderski piłkarz (zm. 2005)
- 1922:
  - Jerzy Adamski, polski krytyk literacki i teatralny (zm. 2001)
  - Pierre Blondiaux, francuski wioślarz (zm. 2003)
  - Thomas Bourke, australijski rugbysta (zm. 2014)
  - Tuwja Friedman, izraelski tropiciel zbrodniarzy nazistowskich (zm. 2011)
- 1923:
  - Horace Ashenfelter, amerykański lekkoatleta, długodystansowiec (zm. 2018)
  - Silvano Campeggi, włoski malarz (zm. 2018)
  - Michel Droit, francuski pisarz, dziennikarz (zm. 2000)
  - Grzegorz Pecuch, polski rzeźbiarz, pedagog (zm. 2008)
- 1924:
  - Frank Lautenberg, amerykański polityk, senator (zm. 2013)
  - Leopold Raznowiecki, polski generał brygady (zm. 2007)
- 1925:
  - Ottar Gjermundshaug, norweski kombinator norweski (zm. 1963)
  - Marty Paich, amerykański pianista jazzowy, kompozytor, dyrygent, producent muzyczny (zm. 1995)
  - Louis-Christophe Zaleski-Zamenhof, polski inżynier-konstruktor, esperantysta (zm. 2019)
- 1927:
  - Zbigniew Kaszkur, polski satyryk, autor tekstów piosenek (zm. 1999)
  - Michał Żywień, polski dziennikarz (zm. 2008)
- 1928:
  - Jeanne Moreau, francuska aktorka (zm. 2017)
  - Roman Musiał, polski piłkarz (zm. 1988)
  - Tom Schilling, niemiecki tancerz, choreograf
  - Leszek Snopkowski, polski piłkarz (zm. 2015)
  - Tadeusz Śliwiak, polski poeta (zm. 1994)
  - Henryk Tokarski, polski lekkoatleta, średniodystansowiec, trener (zm. 2022)
- 1929:
  - Filaret (Denysenko), ukraiński duchowny prawosławny, zwierzchnik Ukraińskiego Kościoła Prawosławnego Patriarchatu Kijowskiego
  - Daniel Hoeffel, francuski polityk, senator, minister transportu
  - John Polanyi, kanadyjski chemik, wykładowca akademicki, laureat Nagrody Nobla pochodzenia węgierskiego
  - Hannelore Valencak, austriacka pisarka (zm. 2004)
- 1930:
  - William Pogue, amerykański pilot wojskowy, astronauta (zm. 2014)
  - Mervyn Rose, australijski tenisista (zm. 2017)
  - Henryk Samsonowicz, polski historyk mediewista, wykładowca akademicki, polityk, minister edukacji narodowej (zm. 2021)
  - Derek Walcott, karaibski poeta, prozaik, laureat Nagrody Nobla (zm. 2017)
  - Teresa Żylis-Gara, polska śpiewaczka operowa (sopran) (zm. 2021)
- 1931:
  - Barbara Jaruzelska, polska germanistka, pierwsza dama (zm. 2017)
  - Bertil Stridh, szwedzki żużlowiec (zm. 2013)
  - Valdir, brazylijski piłkarz (zm. 2020)
- 1932 – Wałentyn Sapronow, ukraiński piłkarz (zm. 2019)
- 1933:
  - Bill Hayden, australijski polityk, minister spraw zagranicznych, gubernator generalny Australii (zm. 2023)
  - Krystyna Łyczkowska, polska orientalistka, asyrolog, tłumaczka, wykładowczyni akademicka (zm. 2018)
  - Chita Rivera, amerykańska aktorka (zm. 2024)
- 1934:
  - Lou Antonio, amerykański aktor, reżyser telewizyjny
  - Antoni Rogoza, polski piłkarz (zm. 2017)
- 1936:
  - Dhimitër Anagnosti, albański reżyser, scenarzysta i operator filmowy
  - Riccardo Garrone, włoski przedsiębiorca, działacz sportowy (zm. 2013)
  - Arlene Golonka, amerykańska aktorka (zm. 2021)
  - Alicja Maria Klimaszewska, polska filolog, działaczka społeczna na Litwie
  - Reg Lewis, amerykański kulturysta, aktor (zm. 2021)
  - Janusz Zasłonka, polski kardiochirurg, wykładowca akademicki (zm. 2016)
- 1937:
  - Pier Luigi Celata, włoski duchowny katolicki, arcybiskup
  - Władimir Głotow, rosyjski piłkarz (zm. 1981)
  - Mária Pisárčiková, słowacka językoznawczyni
- 1938:
  - Georg Baselitz, niemiecki malarz, rzeźbiarz
  - Theo-Ben Gurirab, namibijski polityk, premier Namibii (zm. 2018)
  - Anatolij Marczenko, rosyjski pisarz, dysydent (zm. 1986)
  - Nicholas Andrew Rey, amerykański polityk, dyplomata pochodzenia polskiego (zm. 2009)
- 1939:
  - Amedeo Ambron, włoski piłkarz wodny
  - Nicola de Angelis, włoski duchowny katolicki, biskup pomocniczy Toronto, biskup Peterborough (zm. 2023)
  - Sonny Chiba, japoński aktor (zm. 2021)
  - Greg Hildebrandt, amerykański ilustrator, plakacista (zm. 2024)
  - Tim Hildebrandt, amerykański ilustrator, plakacista (zm. 2006)
  - Siergiej Kara-Murza, rosyjski chemik, historyk, filozof polityczny, socjolog
  - Eric R. Pianka, amerykański biolog
  - Jimmy Robson, angielski piłkarz (zm. 2021)
- 1940:
  - Jimmy Castor, amerykański kompozytor (zm. 2012)
  - Werner Krämer, niemiecki piłkarz (zm. 2010)
  - Yves Patenôtre, francuski duchowny katolicki, arcybiskup Sens
  - Jacek Wiesiołowski, polski historyk, wykładowca akademicki (zm. 2016)
- 1941:
  - Ingeburg Friedrich, niemiecka lekkoatletka, kulomiotka
  - Dumeng Giovanoli, szwajcarski narciarz alpejski
- 1942:
  - Hans Alsér, szwedzki tenisista stołowy, trener (zm. 1977)
  - Pedro Araya Toro, chilijski piłkarz
  - Sighvatur Björgvinsson, islandzki polityk
  - Rildo da Costa Menezes, brazylijski piłkarz, trener (zm. 2021)
  - Punsalmaagijn Oczirbat, mongolski polityk, prezydent Mongolii (zm. 2025)
  - Aleksander Przygodziński, polski działacz opozycji antykomunistycznej, związkowiec (zm. 2016)
  - Salim Ahmed Salim, tanzański dziennikarz, dyplomata, polityk, premier Tanzanii
  - Alfons Ślusarski, polski wioślarz
- 1943:
  - Gary Burton, amerykański wibrafonista jazzowy
  - Stanisław Burzyński, polsko-amerykański biochemik
  - Stanisław Faron, polski przedsiębiorca, polityk, poseł na Sejm RP
  - Gil Gerard, amerykański aktor, reżyser i producent filmowy
  - Miguel Ángel Revilla, hiszpański polityk, prezydent Kantabrii
- 1944:
  - Siergiej Biełow, rosyjski koszykarz (zm. 2013)
  - Charles Correll, amerykański reżyser filmowy (zm. 2004)
  - Rutger Hauer, holenderski aktor (zm. 2019)
  - László Tahi-Tóth, węgierski aktor (zm. 2018)
- 1945:
  - Edmund Borowski, polski lekkoatleta, sprinter (zm. 2022)
  - Mike Harris, kanadyjski polityk, premier prowincji Ontario
  - Ray Jackendoff, amerykański językoznawca
- 1946:
  - Arnoldo Alemán, nikaraguański polityk, prezydent Nikaragui
  - Boris Bieriezowski, rosyjski przedsiębiorca, polityk pochodzenia żydowskiego (zm. 2013)
  - Fernande Bochatay, szwajcarska narciarka alpejska
  - Michał Kleiber, polski matematyk, informatyk, polityk, minister nauki i informatyzacji, prezes PAN
- 1947:
  - Thomas R. Carper, amerykański polityk, senator
  - Barbara Falender, polska rzeźbiarka
  - Lasse Lehtinen, fiński dziennikarz, polityk
  - Zbigniew Marek, polski duchowny katolicki, jezuita, profesor nauk teologicznych (zm. 2024)
  - Marek Muszyński, polski polityk, poseł na Sejm RP
  - Zbigniew Niemczycki, polski przedsiębiorca
  - Megawati Soekarnoputri, indonezyjska polityk, prezydent Indonezji
- 1948:
  - Dorota Chróścielewska, polska poetka, pisarka (zm. 1996)
  - Michel de Decker, francuski historyk (zm. 2019)
  - Andrzej Matysiak, polski kajakarz, trener (zm. 2025)
  - Anita Pointer, amerykańska piosenkarka, autorka tekstów, członkini zespołu The Pointer Sisters (zm. 2022)
  - Javier Salinas Viñals, hiszpański duchowny katolicki, biskup Majorki
- 1949:
  - Robert Cabana, amerykański pilot testowy, astronauta
  - Hryhorij Czubaj, ukraiński poeta, tłumacz (zm. 1982)
  - Tom Forsyth, szkocki piłkarz, trener (zm. 2020)
  - Jerzy Gizella, polski poeta, krytyk literacki, tłumacz
  - Tadeusz Huciński, polski koszykarz, trener (zm. 2021)
- 1950:
  - Richard Dean Anderson, amerykański aktor, producent filmowy
  - Ryszard Dziadek, polski piłkarz (zm. 2018)
  - Jerzy Wilim, polski żużlowiec
- 1951:
  - Miguel Angel Alba Díaz, meksykański duchowny katolicki, biskup La Paz en la Baja California Sur
  - Margaret Bailes, amerykańska lekkoatletka, sprinterka
  - Marian Bendza, polski duchowny prawosławny, teolog (zm. 2018)
  - Chesley Sullenberger, amerykański pilot wojskowy i cywilny
  - Mieczysław Wojczak, polski piłkarz ręczny, bramkarz
- 1952:
  - Henrique Mecking, brazylijski szachista
  - Krzysztof Rynkiewicz, polski grafik, scenograf, reżyser, scenarzysta, twórca filmów animowanych
  - Frans Thijssen, holenderski piłkarz, trener
- 1953:
  - Teresa Głąbówna, polska skrzypaczka (zm. 2016)
  - Cathy Hopkins, brytyjska pisarka
  - Pawło Łazarenko, ukraiński polityk, premier Ukrainy
  - Alister McGrath, brytyjski teolog protestancki, biofizyk
  - Erich Obermayer, austriacki piłkarz
- 1954:
  - Paul Gallagher, brytyjski duchowny katolicki, arcybiskup, nuncjusz apostolski
  - Rüdiger Schnuphase, niemiecki piłkarz
  - Britta Thomsen, duńska filolog, polityk, eurodeputowana
  - Marjorie Wallace, amerykańska modelka, zdobywczyni tytułu Miss World
- 1955:
  - Przemysław Berg, polski dziennikarz, felietonista
  - Raymond Ndong Sima, gaboński polityk, premier Gabonu
  - Henryk Tomanek, polski zapaśnik
- 1956:
  - Fernando Clavijo, amerykański piłkarz, trener pochodzenia urugwajskiego (zm. 2019)
  - Juan Vicente Herrera, hiszpański prawnik, polityk
  - Adolfo Zon Pereira, hiszpański duchowny katolicki, biskup Alto Solimões
- 1957:
  - Raymond Browne, irlandzki duchowny katolicki, biskup Kerry
  - Karolina Grimaldi, księżna Hanoweru, księżniczka Monako
  - Ewa Małas-Godlewska, polska śpiewaczka operowa (sopran liryczno-koloraturowy)
  - Paul Steiner, niemiecki piłkarz
- 1958:
  - Jan Maria Jackowski, polski historyk, publicysta, polityk, poseł na Sejm i senator RP
  - Siergiej Litwinow, rosyjski lekkoatleta, młociarz (zm. 2018)
  - Trương Thị Mai, wietnamska polityczka
  - Irina Rozowa, litewska dziennikarka, polityk (zm. 2023)
  - Giovanni Mosciatti, włoski duchowny katolicki, biskup diecezjalny Imoli
  - Piotr Wojtowicz, polski operator telewizyjny i filmowy
- 1959:
  - Siergiej Koplakow, białoruski pływak
  - Amauri Ribeiro, brazylijski siatkarz
  - Jesús Ruiz Molina, hiszpański duchowny katolicki, biskup Mbaïki
  - Dagna Ślepowrońska, polska pisarka, poetka, dramaturg, reżyserka teatralna
  - Martin Tychsen, niemiecki wokalista, kompozytor, producent muzyczny, członek zespołu Silent Circle
- 1960:
  - Danny De Bie, belgijski kolarz przełajowy i szosowy
  - Hyraczia Petikian, ormiański strzelec sportowy
  - Peter Steiger, szwajcarski kolarz torowy i szosowy
  - Štefan Svitek, słowacki morderca (zm. 1989)
- 1961:
  - Wiesława Konwent-Piotrkiewicz, polska koszykarka, trenerka
  - Aldona Mendzoryte, litewska lekkoatletka, sprinterka
  - Waldemar Nowicki, polski piłkarz, bramkarz, trener
  - Jelena Sinczukowa, rosyjska lekkoatletka, skoczkini w dal
- 1962:
  - David Arnold, brytyjski kompozytor muzyki filmowej
  - Uwe Bohm, niemiecki aktor (zm. 2022)
  - Zanoni Demettino Castro, brazylijski duchowny katolicki, arcybiskup Feira de Santana
  - Nenad Gračan, chorwacki piłkarz, trener
  - Olaf Heukrodt, niemiecki kajakarz, kanadyjkarz
  - Stephen Keshi, nigeryjski piłkarz, trener (zm. 2016)
  - Rołando Kutirow, macedoński szachista
  - Aivar Lillevere, estoński piłkarz, trener
  - Elvira Lindo, hiszpańska dziennikarka, pisarka
  - Andrzej Magier, polski supermaratończyk
  - Boris McGiver, amerykański aktor
  - Svein Nyhus, norweski autor i ilustrator książek dla dzieci
  - Richard Roxburgh, australijski aktor
- 1963:
  - Lupe Aquino, meksykański bokser
  - Frode Løberg, norweski biathlonista
  - Stefka Madina, bułgarska wioślarka
  - Gail O’Grady, amerykańska aktorka
  - Fodé Sylla, francuski działacz społeczny, polityk pochodzenia senegalskiego
- 1964:
  - Mariska Hargitay, amerykańska aktorka
  - Bharrat Jagdeo, gujański polityk, prezydent Gujany
  - Beata Lewicka, polska kajakarka
  - Abraham Nava, meksykański piłkarz
- 1965:
  - Louie Clemente, amerykański perkusista, członek zespołu Testament
  - Fabio Dal Cin, włoski duchowny katolicki, arcybiskup ad personam, prałat Loreto
  - Tomasz Dutkiewicz, polski aktor
- 1966:
  - Diana Barrows, amerykańska aktorka, wokalistka
  - Scott Fortune, amerykański siatkarz
  - Lee McRae, amerykański lekkoatleta, sprinter
  - Luigi Renna, włoski duchowny katolicki, biskup Cerignola-Ascoli Satriano
  - Witalij Sawin, kazachski lekkoatleta, trójskoczek
  - Katarzyna Szymańska-Borginon, polska dziennikarka
- 1967:
  - Magdalena Andersson, szwedzka ekonomistka, polityk, premier Szwecji
  - Alberto Fontana, włoski piłkarz, bramkarz
  - Robert Golob, słoweński polityk, premier Słowenii
  - Fintan Monahan, irlandzki duchowny katolicki, biskup Killaloe
  - Matt Skelton, brytyjski zawodnik sportów walki
  - Naim Süleymanoğlu, bułgarski i turecki sztangista (zm. 2017)
- 1968:
  - Joanna Borer, polska aktorka
  - Tomasz Ciszewicz, polski samorządowiec, burmistrz Słubic
  - Nikki Fuller, amerykańska kulturystka, aktorka
  - Petr Korda, czeski tenisista
- 1969:
  - Ariadna Gil, hiszpańska aktorka
  - Andriej Kanczelskis, rosyjski piłkarz pochodzenia litewskiego
  - Ismael Kurtz, brazylijski trener piłkarski
  - Ludmiła Prokaszowa, kazachska łyżwiarka szybka
  - Brendan Shanahan, kanadyjski hokeista
  - Valérie Tasso, francuska pisarka, terapeutka
  - Susen Tiedtke, niemiecka lekkoatletka, skoczkini w dal
  - Wiesław Wabik, polski ekonomista, samorządowiec, burmistrz Polkowic
- 1970:
  - Constantina Diță-Tomescu, rumuńska lekkoatletka, biegaczka długodystansowa
  - Alex Gaudino, włoski didżej, producent muzyczny
  - Houben R.T., bułgarski malarz, artysta eksperymentalny
  - Robert Jucha, polski żużlowiec
  - Arijan Komazec, chorwacki koszykarz
  - Beata Krupska-Tyszkiewicz, polska koszykarka
  - Richard Šmehlík, czeski hokeista
  - Moreno Torricelli, włoski piłkarz, trener
- 1971:
  - Ricardo Acuña, meksykański judoka
  - Víctor Bonilla, kolumbijski piłkarz
  - Mark Grimmette, amerykański saneczkarz
  - Jurij Jewsejczyk, izraelski zapaśnik
  - Adam Kałuża, polski projektant gier planszowych
  - Andrij Kupcow, ukraiński piłkarz
- 1972:
  - Rogelio Barcenilla, filipiński szachista
  - Ewen Bremner, brytyjski aktor
  - Gonzalo Capellán, hiszpański polityk, prezydent La Rioja
  - Sami El-Sheshini, egipski piłkarz
  - Jewhenij Nazarow, ukraiński piłkarz
  - Marcel Wouda, holenderski pływak
  - Bogdan Wyczałkowski, polski ekonomista, samorządowiec, burmistrz Paczkowa
- 1973:
  - Krzysztof Antkowiak, polski piosenkarz, kompozytor, autor tekstów
  - Attila Bátky, słowacki zapaśnik pochodzenia węgierskiego
  - Tomas Holmström, szwedzki hokeista
  - Kjell Lindgren, amerykański chirurg, astronauta pochodzenia szwedzkiego
  - Aleksiej Woropajew, rosyjski gimnastyk (zm. 2006)
- 1974:
  - Sampsa Astala, fiński perkusista, wokalista, członek zespołu Lordi
  - Chris Corner, amerykański muzyk, producent muzyczny, wokalista
  - Bernard Diomède, francuski piłkarz, trener pochodzenia gwadelupskiego
  - Tiffani Thiessen, amerykańska aktorka, reżyserka, modelka
- 1975:
  - B.G. Knocc Out, amerykański raper
  - Thomas Brdarić, niemiecki piłkarz pochodzenia chorwackiego
  - Joanna Sydor-Klepacka, polska aktorka
- 1976
  - Krzysztof Gierczyński, polski siatkarz
  - Alex Shaffer, amerykańska narciarka alpejska
- 1977:
  - Tim Brabants, brytyjski kajakarz
  - Michał Gąsowski, polski samorządowiec, wicewojewoda podlaski
  - Hamdi Marzouki, tunezyjski piłkarz
  - Gustavo Morínigo, paragwajski piłkarz
  - Robert Perkowski, polski samorządowiec, burmistrz Ząbek
  - Filip (Riabych), rosyjski biskup prawosławny
  - Tomáš Sedláček, czeski ekonomista, wykładowca akademicki, pisarz
- 1978:
  - Lyne Beaumont, kanadyjska pływaczka synchroniczna
  - Issa Nikièma, burkiński piłkarz
  - Gloria Zabala, wenezuelska zapaśniczka
- 1979:
  - Larry Hughes, amerykański koszykarz
  - Mikuláš Konopka, słowacki lekkoatleta, kulomiot
  - Tobiasz Piątkowski, polski scenarzysta komiksowy
  - Don Pritzlaff, amerykański zapaśnik
- 1980:
  - Unai Expósito, hiszpański piłkarz narodowości baskijskiej
  - Mahesh Gawli, indyjski piłkarz
  - Paweł Kowalczuk, polski koszykarz
  - Anna Wielgucka, polska aktorka
- 1981:
  - Serghei Dadu, mołdawski piłkarz
  - Rob Friend, kanadyjski piłkarz
  - Julia Jones, amerykańska aktorka
  - Jean-Jacques Pierre, haitański piłkarz
  - Dante Swanson, amerykański koszykarz
- 1982:
  - Karol Bielecki, polski piłkarz ręczny
  - Jorgelina Cravero, argentyńska tenisistka
  - Alona Kartaszowa, rosyjska zapaśniczka
  - Maciej Klima, polski koszykarz
  - Janusz Niedźwiedź, polski piłkarz, trener
  - Oceana, niemiecka piosenkarka
  - Sanchai Ratiwatana, tajski tenisista
  - Sonchat Ratiwatana, tajski tenisista
  - Andrew Rock, amerykański lekkoatleta, sprinter
- 1983:
  - Eloge Enza-Yamissi, środkowoafrykański piłkarz
  - David Firth, brytyjski autor filmów animowanych
  - Mariette Hansson, szwedzka piosenkarka
  - Krzysztof Łągiewka, polski piłkarz
  - Didier Ovono, gaboński piłkarz, bramkarz
  - Irving Saladino, panamski lekkoatleta, skoczek w dal
  - Sarah Tait, australijska wioślarka (zm. 2016)
- 1984:
  - Nair Almeida, angolska piłkarka ręczna
  - Alfredo Juan, hiszpański piłkarz
  - Vladimir Levin, azerski piłkarz pochodzenia rosyjskiego
  - Shinobu Ōno, japońska piłkarka
  - Arjen Robben, holenderski piłkarz
  - Marina Vujović, serbska siatkarka
  - Abdelmalek Ziaya, algierski piłkarz
- 1985:
  - Jasmine Byrne, amerykańska aktorka pornograficzna
  - Magda Grąziowska, polska aktorka
  - Doutzen Kroes, holenderska modelka
  - Jewgienij Łukjanienko, rosyjski lekkoatleta, tyczkarz
  - Niki Mäenpää, fiński piłkarz, bramkarz
  - Aselefech Mergia, etiopska lekkoatletka, biegaczka długodystansowa
  - Jeff Samardzija, amerykański baseballista pochodzenia serbskiego
- 1986:
  - Jean Sony Alcénat, haitański piłkarz
  - Pablo Andújar, hiszpański tenisista
  - Gelete Burka, etiopska lekkoatletka, biegaczka średnio- i długodystansowa oraz przełajowa
  - Aleksandra Niwińska, polska lekkoatletka, biegaczka długodystansowa
  - Joanna Worek, polska szachistka
- 1987:
  - Teodora Andreewa, bułgarska modelka, piosenkarka
  - Whitney Boddie, amerykańska koszykarka
  - Leo Komarov, fiński hokeista pochodzenia estońsko-rosyjskiego
  - Anzor Uriszew, rosyjski zapaśnik
- 1988:
  - Kamil Biliński, polski piłkarz
  - Jonathan Copete, kolumbijski piłkarz
  - He Wenya, chińska lekkoatletka, tyczkarka
  - Marko Šimić, chorwacki piłkarz
- 1989:
  - Anastasia Baranova, amerykańska aktorka pochodzenia rosyjskiego
  - James Chester, walijski piłkarz
  - Wadym Lichoszerstow, ukraińsko-rosyjski piłkarz
  - April Pearson, brytyjska aktorka
  - Shen Yang, chińska szachistka
- 1990:
  - Carina Bär, niemiecka wioślarka
  - Olga Fatkulina, rosyjska łyżwiarka szybka
  - Marine Gauthier, francuska narciarka alpejska
  - Şener Özbayraklı, turecki piłkarz
  - Samantha Prahalis, amerykańska koszykarka
  - Roland Varga, węgierski piłkarz
- 1991:
  - Steve Birnbaum, amerykański piłkarz pochodzenia żydowskiego
  - Hanna, rosyjska piosenkarka, tancerka, fotomodelka
  - Róaldur Jakobsen, farerski piłkarz
  - Michal Krčmář, czeski biathlonista
  - Vegard Leikvoll Moberg, norweski piłkarz
  - Edna Semedo Monteiro, luksemburska lekkoatletka, tyczkarka
  - Anna Sorokin, rosyjska oszustka
- 1992:
  - Aisha Al-Balushi, emiracka sztangistka
  - Kazbiek Kiłow, rosyjsko-kazachski zapaśnik
  - Kacper Młynarski, polski koszykarz
  - Jack Reynor, amerykańsko-irlandzki aktor
- 1993:
  - Ryōta Ōshima, japoński piłkarz
  - Sławomir Stolc, polski siatkarz
  - Barbora Závadová, czeska pływaczka
- 1994:
  - Artur Czaja, polski żużlowiec
  - Jekatierina Łarionowa, kazachska zapaśniczka
  - Addison Russell, amerykański baseballista
  - Delvin Skenderovic, luksemburski piłkarz
  - Jan Świtkowski, polski pływak
  - Chan Vathanaka, kambodżański piłkarz
- 1995:
  - Jeorjos Dziumakas, grecki siatkarz
  - Marius Høibråten, norweski piłkarz
  - Brynton Lemar, amerykański koszykarz
  - Sandra Lickun, polska judoczka
- 1996:
  - Keita Bates-Diop, amerykański koszykarz
  - Ruben Loftus-Cheek, angielski piłkarz
- 1997:
  - Artur Łabinowicz, polsko-amerykański koszykarz
  - Ramadan Sobhi, egipski piłkarz
  - Karol Świderski, polski piłkarz
  - Gudaf Tsegay, etiopska lekkoatletka, biegaczka średniodystansowa
  - Éver Valencia, kolumbijski piłkarz
  - Jakub Ziobrowski, polski siatkarz
- 1998:
  - Jordi Aláez, andorski piłkarz
  - Jewhen Czeberko, ukraiński piłkarz
  - Nils Eekhoff, holenderski kolarz szosowy
  - XXXTentacion, amerykański raper (zm. 2018)
- 1999:
  - Yūki Hashioka, japoński lekkoatleta, skoczek w dal
  - Alban Lafont, francuski piłkarz, bramkarz
  - Diogo Leite, portugalski piłkarz
  - Tymoteusz Puchacz, polski piłkarz
  - Malang Sarr, francuski piłkarz pochodzenia senegalskiego
- 2000:
  - Andrij Dżełep, ukraiński zapaśnik
  - Jordan Miller, amerykański koszykarz
  - Anju Nakamura, japońska kombinatorka norweska
  - Kjell Scherpen, holenderski piłkarz, bramkarz
- 2001 – Olga Danilović, serbska tenisistka
- 2002:
  - Wołodymyr Brażko, ukraiński piłkarz
  - Martyna Cyrko, polska piosenkarka, autorka tekstów
  - Joško Gvardiol, chorwacki piłkarz
  - Jeyson Rojas, chilijski piłkarz
  - Nicola Zalewski, polski piłkarz
- 2003:
  - Kim Ye-lim, południowokoreańska łyżwiarka figurowa
  - Bishara Morad, szwedzki piosenkarz pochodzenia syryjskiego
  - Apollinarija Panfiłowa, rosyjska łyżwiarka figurowa
- 2004:
  - Julio Enciso, paragwajski piłkarz
  - Edvards Gruzītis, łotewski wspinacz sportowy

## Zmarli
- 401 – Hanzei, cesarz Japonii (ur. 351)
- 446 – Fan Ye, chiński historyk, pisarz (ur. 398)
- 1002 – (lub 24 stycznia) Otton III, cesarz rzymski (ur. 980)
- 1131 – (lub 19 lipca) Rajmund Berengar III Wielki, hrabia Barcelony, Prowansji i Cerdanyi, templariusz (ur. 1082)
- 1167 – Aben Ezra, żydowski uczony, poeta (ur. ok. 1092)
- 1199 – Jakub Jusuf al-Mansur, kalif Maroka z dynastii Almohadów (ur. ok. 1160)
- 1240 – Albert z Pizy, włoski franciszkanin, generał zakonu (ur. ?)
- 1381 – Pierre Flandrin, francuski kardynał (ur. 1301)
- 1512 – Wład V Młody, hospodar Wołoszczyzny (ur. ok. 1488)
- 1516 – Ferdynand II Katolicki, król Aragonii, Kastylii, Sycylii i Neapolu (ur. 1452)
- 1551 – Piotr Opaliński, polski szlachcic, polityk, dyplomata (ur. 1480)
- 1567 – Jiajing, cesarz Chin (ur. 1507)
- 1568 – Gaspar Becerra, hiszpański malarz, rzeźbiarz (ur. 1520)
- 1570 – James Stewart, regent Szkocji (ur. 1531)
- 1573 – Łukasz Górka, polski polityk, senator, wojewoda poznański, kaliski i łęczycki (ur. ok. 1533)
- 1576 – Tobias Fendt, niderlandzki malarz, rytownik (ur. ?)
- 1604 – Sosan Taesa, koreański mistrz sŏn (ur. 1520)
- 1620 – Kanetsugu Naoe, japoński samuraj (ur. 1560)
- 1622 – William Baffin, angielski żeglarz, odkrywca (ur. 1584)
- 1648 – Francisco de Rojas Zorrilla, hiszpański pisarz (ur. 1607)
- 1662 – Janos Kemeny, książę Siedmiogrodu (ur. 1607)
- 1670 – Krzysztof Kieżgajło Zawisza, kasztelan wileński, marszałek wielki litewski, marszałek nadworny litewski, marszałek Trybunału Głównego Wielkiego Księstwa Litewskiego, pisarz wielki litewski, łowczy wielki litewski, starosta miński i brasławski, marszałek Sejmu (ur. 1578)
- 1675 – Giovanni Battista Spada, włoski kardynał (ur. 1597)
- 1684 – (data pogrzebu) Jan Wijnants, holenderski malarz (ur. ok. 1632)
- 1698 – Ernest August, książę i elektor Hanoweru (ur. 1629)
- 1744 – Giambattista Vico, włoski filozof, historiozof, wykładowca akademicki (ur. 1668)
- 1750 – Ludovico Antonio Muratori, włoski humanista, uczony, filozof, pisarz (ur. 1672)
- 1753 – Ludwika Benedykta Burbon-Condé, księżniczka Condé i Enghien, księżna Maine (ur. 1676)
- 1760 – Giovanni Antonio Guardi, włoski malarz (ur. 1699)
- 1761 – Álvaro Eugenio de Mendoza Caamaño y Sotomayor, hiszpański duchowny katolicki, patriarcha Indii Zachodnich, kardynał (ur. 1671)
- 1766 – William Caslon, brytyjski drukarz, projektant czcionek (ur. 1692)
- 1771 – Piotr Paweł Sapieha, polski ziemianin, polityk (ur. 1701)
- 1789 – John Cleland, brytyjski pisarz (ur. 1709)
- 1800 – Edward Rutledge, amerykański polityk (ur. 1749)
- 1802 – Ignacy Bobrowski, polski szlachcic, polityk (ur. ?)
- 1803 – Arthur Guinness, irlandzki piwowar (ur. 1725)
- 1805:
  - Claude Chappe, francuski wynalazca (ur. 1763)
  - Václav Pichl, czeski kompozytor, skrzypek (ur. 1741)
- 1806:
  - Stefan Lewiński, polski duchowny greckokatolicki, biskup łucko-ostrogski (ur. 1736)
  - William Pitt Młodszy, brytyjski polityk, premier Wielkiej Brytanii (ur. 1759)
  - Iwo Onufry Rogowski, polski duchowny katolicki, biskup pomocniczy chełmiński (ur. 1737)
- 1809:
  - Luigi Gazzoli, włoski kardynał (zm. 1735)
  - Wit Vrecha, polski logik, metafizyk, wykładowca akademicki (ur. ?)
- 1810 – Johann Wilhelm Ritter, niemiecki fizyk, wykładowca akademicki (ur. 1776)
- 1811:
  - Leonardo Antonelli, włoski kardynał (ur. 1730)
  - Pedro de La Romana, hiszpański arystokrata, generał (ur. 1761)
- 1812 – Gregorio Ferro, hiszpański malarz, ilustrator (ur. 1742)
- 1813 – George Clymer, amerykański przedsiębiorca, polityk (ur. 1739)
- 1820:
  - Edward August Hanowerski, książę Kentu (ur. 1767)
  - Stefan Turno, polski szlachcic, polityk, rotmistrz (ur. 1753)
- 1833 – Edward Pellew, brytyjski arystokrata, admirał (ur. 1757)
- 1837 – John Field, irlandzki kompozytor, pianista, pedagog (ur. 1782)
- 1840 – Andrzej Chŏng Hwa-gyŏng, koreański męczennik i święty katolicki (ur. 1808)
- 1843 – Friedrich de la Motte Fouqué, niemiecki pisarz (ur. 1777)
- 1844 – Francis Burdett, brytyjski polityk (ur. 1770)
- 1848 – Nicolas Massias, francuski baron, urzędnik konsularny, filozof, literat, wojskowy (ur. 1764)
- 1849 – Kazimierz Dziekoński, polski generał brygady, uczestnik powstania listopadowego (ur. 1779)
- 1858 – Luigi Lablache, włoski śpiewak operowy (bas) pochodzenia francuskiego (ur. 1794)
- 1860 – Jan Łoś, polski chemik, przyrodnik, pedagog (ur. 1823)
- 1862 – Dimityr Miładinow, bułgarsko-macedoński pisarz, działacz narodowy (ur. 1810)
- 1863:
  - Jan Jakub Benni, polski pastor ewangelicki, teolog, hebraista, działacz społeczny (ur. 1800)
  - Roman Wybranowski, polski pułkownik, austriacki generał-major (ur. 1788)
- 1864 – Johann Lukas Schönlein, niemiecki lekarz (ur. 1793)
- 1866:
  - Peter Joseph Lenné, pruski ogrodnik, architekt krajobrazu (ur. 1789)
  - Thomas Love Peacock, brytyjski poeta, eseista, satyryk (ur. 1785)
- 1868 – Heinrich von Brandt, pruski generał (ur. 1789)
- 1870 – Antoni Feliks Kraszewski, polski ziemianin, polityk (ur. 1797)
- 1871 – Friedrich Anton Wilhelm Miquel, holenderski botanik (ur. 1811)
- 1875 – Charles Kingsley, brytyjski duchowny anglikański, poeta, prozaik, dramaturg (ur. 1819)
- 1876 – Carl Ferdinand Johannes Hahn, pruski prawnik, sędzia, polityk (ur. 1801)
- 1883:
  - George Miller Beard, amerykański neurolog (ur. 1839)
  - Gustave Doré, francuski malarz, grafik, ilustrator, rzeźbiarz (ur. 1832)
- 1885 – Karl Volkmar Stoy, niemiecki pedagog (ur. 1815)
- 1887 – Adam Piliński, polski grafik, paleograf, litograf, rekonstruktor starodruków, działacz emigracyjny (ur. 1810)
- 1889:
  - Alexandre Cabanel, francuski malarz (ur. 1823)
  - Ignacy Domeyko, polski geolog, badacz Ameryki Południowej (ur. 1802)
- 1890:
  - Emily Jane Pfeiffer, brytyjska poetka, filantropka (ur. 1827)
  - Johann Still, spiskoniemiecki przewodnik tatrzański, nauczyciel, rolnik, pszczelarz, muzyk (ur. 1805)
- 1891:
  - Friedrich von Schmidt, niemiecki architekt (ur. 1825)
  - János Simor, węgierski duchowny katolicki, arcybiskup metropolita ostrzyhomski i prymas Węgier, kardynał (ur. 1813)
- 1893 – José Zorrilla, hiszpański poeta, dramaturg (zm. 1817)
- 1894 – Lobengula, ostatni niezależny władca plemienia Ndebele (ur. 1833)
- 1896 – Ferdinand Schichau, niemiecki przedsiębiorca, konstruktor maszyn parowych i okrętów (ur. 1814)
- 1899 – Romualdo Pacheco, amerykański dyplomata, polityk pochodzenia meksykańskiego (ur. 1831)
- 1900 – John Cargyll Shaw, amerykański neurolog, psychiatra, wykładowca akademicki (ur. 1845)
- 1902 – Maciej Serwatowski, polski ziemianin, polityk (ur. 1836)
- 1903:
  - Carl Konegen, austriacki przedsiębiorca, wydawca literatury (ur. 1842)
  - Antoni Reichenberg, polski jezuita, artysta (ur. 1825)
  - Piotr Seifman, polski weterynarz, wykładowca akademicki (ur. 1823)
- 1905:
  - Rafael Bordalo Pinheiro, portugalski malarz, rysownik (ur. 1846)
  - Sebastian (Debeljković), serbski biskup prawosławny (ur. 1869)
  - Bolesław Sawrymowicz, polski inżynier komunikacji, budowniczy linii kolejowych (ur. 1836)
  - Rudolf Siemering, niemiecki rzeźbiarz (ur. 1835)
- 1906 – Henryk Dębicki, polski malarz batalista (ur. 1830)
- 1908 – Edward MacDowell, amerykański kompozytor, pianista (ur. 1860)
- 1909 – Franciszek Piasecki, polski rzeźbiarz (ur. 1838)
- 1911 – Ludwik Jażdżewski, polski duchowny i teolog katolicki, polityk (ur. 1838)
- 1912 – Wukoł Ławrow, rosyjski dziennikarz, tłumacz (ur. 1852)
- 1913 – Frederick Holman, brytyjski pływak (ur. 1885)
- 1915 – Anne Whitney, amerykańska rzeźbiarka, poetka (ur. 1821)
- 1916:
  - Isa Boletini, albański działacz narodowy, powstaniec (ur. 1864)
  - Nedeljko Čabrinović, serbski zamachowiec (ur. 1885)
- 1918 – Henry Maudsley, brytyjski psychiatra, wykładowca akademicki (ur. 1835)
- 1919 – Kazimierz Kowalski, polski podporucznik kawalerii (ur. 1894)
- 1920 – Philip C. Knapp, amerykański neurolog, psychiatra (ur. 1858)
- 1921:
  - Mykoła Łeontowycz, ukraiński kompozytor, folklorysta (ur. 1877)
  - Heinrich Wilhelm Waldeyer, niemiecki anatom, fizjolog, patolog (ur. 1836)
  - Władysław Żeleński, polski kompozytor, pianista, organista, pedagog (ur. 1837)
- 1922:
  - Julius Blaschke, niemiecki historyk, kompozytor, pedagog (ur. 1866)
  - Arthur Nikisch, węgierski dyrygent (ur. 1855)
- 1923 – Max Nordau, węgierski pisarz, filozof, lekarz pochodzenia żydowskiego (ur. 1849)
- 1924:
  - Emilia Knausówna, polska malarka (ur. 1883)
  - James Wilson Morrice, kanadyjski malarz (ur. 1865)
- 1926 – Désiré-Joseph Mercier, belgijski kardynał, filozof, teolog (ur. 1851)
- 1931:
  - Maurycy Hertz, polski laryngolog pochodzenia żydowskiego (ur. 1872)
  - Nikodem Erazm Iwanowski, polski pisarz, malarz, publicysta (ur. 1844)
  - Edmund Norwid-Kudło, polski kapitan pilot (ur. 1895)
  - Anna Pawłowa, rosyjska tancerka baletowa (ur. 1881)
- 1932:
  - Jan Domaszewicz, polski duchowny Kościoła katolickiego, autor prac teologicznych i ascetycznych (ur. 1866)
  - Béla Harkányi, węgierski astrofizyk, wykładowca akademicki (ur. 1869)
  - Marion Phillips, brytyjska polityk (ur. 1881)
- 1933:
  - Ferdynand Maiss, polski adwokat, polityk (ur. 1856)
  - Milto Tutulani, albański prawnik, polityk (ur. 1893)
  - Apollinarij Wasniecow, rosyjski malarz, historyk sztuki (ur. 1856)
- 1934 – Hedwig Heyl, niemiecka bizneswoman, polityk, feministka (ur. 1834)
- 1935 – Richard Sheldon, amerykański lekkoatleta, dyskobol i kulomiot (ur. 1878)
- 1937:
  - Marie Prevost, kanadyjska aktorka (ur. 1896 lub 1898)
  - Mieczysław Rybczyński, polski inżynier hydrotechnik, polityk, minister robót publicznych (ur. 1873)
- 1938 – Wacłau Łastouski, białoruski filolog, publicysta, polityk, premier Białoruskiej Republiki Ludowej (ur. 1883)
- 1939 – Matthias Sindelar, austriacki piłkarz, trener (ur. 1903)
- 1940 – Giuseppe Motta, szwajcarski polityk, prezydent Szwajcarii (ur. 1871)
- 1942 – Otto Kloeppel, niemiecki architekt (ur. 1873)
- 1943:
  - Stiepan Barysznikow, radziecki polityk (ur. 1894)
  - Isidor Fischer, austriacki ginekolog, historyk medycyny (ur. 1868)
  - Leon Karliński, polski urzędnik, polityk, minister kolei żelaznych (ur. 1863)
- 1944 – Edvard Munch, norweski malarz, grafik (ur. 1863)
- 1945:
  - Franciszek Alter, polski generał brygady (ur. 1889)
  - Eugen Bolz, niemiecki prawnik, polityk (ur. 1881)
  - Reinhold Frank, niemiecki prawnik, polityk (ur. 1896)
  - Mikołaj Gross, niemiecki działacz związkowy, męczennik, błogosławiony (ur. 1898)
  - Helmut James von Moltke, niemiecki prawnik wojskowy, założyciel organizacji Krąg z Krzyżowej (ur. 1907)
- 1946 – Heinrich Bongartz, niemiecki pilot wojskowy, as myśliwski (ur. 1892)
- 1947:
  - Pierre Bonnard, francuski malarz (ur. 1867)
  - Roy Geiger, amerykański generał (ur. 1885)
- 1949:
  - William Bromet, angielski rugbysta (ur. 1868)
  - Erich Klossowski, niemiecki malarz, historyk sztuki pochodzenia polskiego (ur. 1875)
  - Zef Kolombi, albański malarz (ur. 1907)
- 1950:
  - Wasił Kołarow, bułgarski polityk komunistyczny, premier Bułgarii (ur. 1877)
  - Aleksandr Utin, radziecki generał porucznik lotnictwa (ur. 1906)
- 1951:
  - Michaił Anaszkin, radziecki generał porucznik (ur. 1901)
  - Sofja Sidorowa, radziecka i jakucka polityk (ur. 1904)
- 1952 – Jakow Frenkel, rosyjski fizyk teoretyczny, wykładowca akademicki (ur. 1894)
- 1953:
  - John Miles, angielski rugbysta, sędzia rugby (ur. 1880)
  - Kazimierz Żorawski, polski matematyk, wykładowca akademicki (ur. 1866)
- 1956 – Alexander Korda, brytyjski reżyser i producent filmowy pochodzenia węgierskiego (ur. 1893)
- 1958 – Fred Francis Bosworth, amerykański ewangelista zielonoświątkowy (ur. 1877)
- 1959:
  - Allan Bohlin, szwedzki aktor (ur. 1907)
  - Jan Tadeusz Lenartowicz, polski dermatolog, wenerolog (ur. 1877)
- 1960 – Édouard Mény de Marangue, francuski tenisista (ur. 1882)
- 1961 – Gyula Bíró, węgierski piłkarz, trener (ur. 1890)
- 1962:
  - Michał Stanisław Kossakowski, polski ziemianin, dyplomata, bankowiec (ur. 1883)
  - Natalia Siedowa, rosyjska marksistka (ur. 1882)
- 1963 – Józef Gosławski, polski rzeźbiarz, medalier (ur. 1908)
- 1966:
  - Jo van Ammers-Küller, holenderska pisarka (ur. 1884)
  - Konstanty Krugłowski, polski śpiewak operowy (baryton), aktor (ur. 1885)
- 1967 – Holcombe Ward, amerykański tenisista, działacz sportowy (ur. 1878)
- 1968 – Maurus Witzel, niemiecki biblista, franciszkanin, sumerolog, językoznawca (ur. 1882)
- 1969:
  - Sándor Bauer, węgierski uczeń, dysydent (ur. 1952)
  - Jaroslav Křička, czeski kompozytor, dyrygent, pedagog (ur. 1882)
- 1970:
  - Wacław Brzozowski, polski major artylerii (ur. 1892)
  - Edward Mokrzecki, polski generał brygady (ur. 1898)
  - Nell Shipman, kanadyjsko-amerykańska aktorka, scenarzystka i producentka filmowa (ur. 1892)
- 1971 – Árpád Hajós, węgierski piłkarz, trener (ur. 1902)
- 1972:
  - Aleksiej Głagolew, rosyjski duchowny prawosławny (ur. 1901)
  - Félix Ley, amerykański duchowny katolicki, misjonarz, biskup, administrator apostolski Okinawy i Wysp Południowych (ur. 1909)
- 1973:
  - Ludwik Klama, polski żołnierz, harcerz, powstaniec śląski, uczestnik konspiracji antyhitlerowskiej (ur. 1905)
  - Kid Ory, amerykański puzonista jazzowy (ur. 1886)
- 1974:
  - Władysław Dittmer, polski chorąży pilot (ur. 1888)
  - Helmuth Kahl, niemiecki pięcioboista nowoczesny (ur. 1901)
  - Robert Kasperski, polski komandor porucznik (ur. 1907)
- 1975:
  - Harold Cassels, brytyjski hokeista na trawie (ur. 1898)
  - John O. Groh, amerykański działacz religijny, członek Ciała Kierowniczego Świadków Jehowy (ur. 1906)
  - Adolf Hollnagel, niemiecki archeolog (ur. 1907)
- 1976:
  - Gieorgij Kozłow, radziecki polityk (ur. 1909)
  - Paul Robeson, amerykański aktor, pieśniarz, prawnik, działacz społeczny (ur. 1898)
- 1977:
  - Zygmunt Netzer, polski major artylerii, żołnierz AK, uczestnik powstania warszawskiego (ur. 1898)
  - Eugen Ott, niemiecki oficer, dyplomata (ur. 1889)
- 1978:
  - Václav Antoš, czechosłowacki pływak (ur. 1905)
  - Zdzisław Józef Czendefu, polski żołnierz, powstaniec pochodzenia chińskiego (ur. 1892)
  - Terry Kath, amerykański gitarzysta, członek zespołu Chicago (ur. 1946)
  - Jack Oakie, amerykański aktor (ur. 1903)
  - Adam Perzyk, polski aktor, grafik (ur. 1926)
- 1979 – Henning Svensson, szwedzki piłkarz, trener (ur. 1891)
- 1980:
  - André Dubonnet, francuski pilot wojskowy, kierowca wyścigowy, bobsleista, wynalazca (ur. 1897)
  - Alicja Eber, polska artystka plastyk pochodzenia żydowskiego (ur. 1889)
  - Jacques Millot, francuski arachnolog, anatom, ichtiolog, etnolog, wykładowca akademicki (ur. 1897)
  - Ernst Ocwirk, austriacki piłkarz, trener (ur. 1926)
  - Nikodem (Piperow), bułgarski biskup prawosławny (ur. 1895)
- 1981:
  - Samuel Barber, amerykański kompozytor (ur. 1910)
  - Frederik Hansen, duński zapaśnik (ur. 1885)
  - Roman Rudenko, radziecki prawnik, prokurator generalny (ur. 1907)
- 1982:
  - Aleksander Dorian, polsko-brazylijski pianista, kompozytor, dyrygent (ur. 1903)
  - Franck Louis Schoell, francuski językoznawca, wykładowca akademicki (ur. 1889)
- 1983 – Marcolino Gomes Candau, brazylijski lekarz, epidemiolog, wykładowca akademicki (ur. 1911)
- 1984 – Hans Christian Sørensen, duński gimnastyk (ur. 1900)
- 1985:
  - Francisco Campana, argentyński piłkarz (ur. 1925)
  - Roman Dowgird, polski inżynier budownictwa, wykładowca akademicki (ur. 1902)
  - Mikołaj (Jeriomin), rosyjski biskup prawosławny (ur. 1892)
- 1987:
  - Hilario López, meksykański piłkarz (ur. 1907)
  - Gregor Strniša, słoweński poeta, dramaturg (ur. 1930)
- 1989:
  - Salvador Dalí, kataloński malarz (ur. 1904)
  - Ludwik Konarzewski (junior), polski malarz, rzeźbiarz, pedagog (ur. 1918)
  - Kostiantyn Szczehocki, ukraiński piłkarz pochodzenia polskiego (ur. 1911)
- 1990 – Allen Collins, amerykański muzyk, członek zespołu Lynyrd Skynyrd (ur. 1952)
- 1991 – Giovanni Mariani, włoski duchowny katolicki, arcybiskup, nuncjusz apostolski (ur. 1919)
- 1992:
  - Freddie Bartholomew, amerykański aktor pochodzenia irlandzkiego (ur. 1924)
  - Otto Detlev Creutzfeldt, niemiecki neurolog (ur. 1927)
  - Stefan Ignar, polski ekonomista, działacz ruchu ludowego, polityk, członek Rady Państwa PRL, wicepremier (ur. 1908)
  - Ian Wolfe, amerykański aktor (ur. 1896)
- 1993:
  - Gábor Péter, węgierski działacz komunistyczny pochodzenia żydowskiego (ur. 1906)
  - Jewgienij Winokurow, rosyjski poeta, krytyk literacki (ur. 1925)
- 1994:
  - Yngve Nordwall, szwedzki aktor, reżyser filmowy (ur. 1908)
  - Nikołaj Ogarkow, radziecki dowódca wojskowy, marszałek ZSRR, inżynier (ur. 1917)
  - Elida Maria Szarota, polska historyk literatury, germanistka (ur. 1904)
  - Zofia Więcławówna, polska aktorka, tancerka, choreografka (ur. 1920)
- 1995:
  - Halina Billing-Wohl, polska aktorka, pedagog pochodzenia żydowskiego (ur. 1916)
  - Piotr Milan, polski hokeista (ur. 1971)
- 1996 – Stanisław Olczyk, polski hokeista (ur. 1932)
- 1997:
  - Paul Egli, szwajcarski kolarz szosowy i przełajowy (ur. 1911)
  - Alois Hudec, czechosłowacki gimnastyk (ur. 1908)
- 1998:
  - Hilla Limann, ghański dyplomata, polityk, prezydent Ghany (ur. 1934)
  - Ernest Peirce, południowoafrykański bokser (ur. 1909)
- 1999:
  - Rudolf Breslauer, polski żużlowiec, kierowca wyścigowy (ur. 1911)
  - Joe D’Amato, włoski reżyser, scenarzysta i producent filmowy (ur. 1936)
- 2000:
  - Eugeniusz Czuliński, polski rzemieślnik, polityk, poseł na Sejm PRL (ur. 1923)
  - Egon Naganowski, polski eseista, krytyk literacki, tłumacz (ur. 1913)
  - Marian Nowak, polski rzeźbiarz, metaloplastyk (ur. 1921)
  - Józefa Wnukowa, polska malarka, tkaczka, pedagog (ur. 1911)
- 2001:
  - Władimir Bielajew, rosyjski piłkarz, bramkarz, trener (ur. 1933)
  - Umar Mustafa al-Muntasir, libijski polityk, premier Libii (ur. 1939)
- 2002:
  - Pierre Bourdieu, francuski socjolog, filozof (ur. 1930)
  - Robert Nozick, amerykański filozof pochodzenia żydowskiego (ur. 1938)
- 2003 – Lester Steers, amerykański lekkoatleta, skoczek wzwyż (ur. 1917)
- 2004:
  - Zdzisław Ambroziak, polski siatkarz, dziennikarz sportowy  (ur. 1944)
  - Irena Malkiewicz, polska aktorka (ur. 1911)
  - Helmut Newton, niemiecko-australijski fotograf mody (ur. 1920)
  - Lennart Strand, szwedzki lekkoatleta, średniodystansowiec (ur. 1921)
- 2005 – Johnny Carson, amerykański aktor komediowy, prezenter telewizyjny (ur. 1925)
- 2006:
  - Savino Guglielmetti, włoski gimnastyk (ur. 1911)
  - Virginia Smith, amerykańska polityk (ur. 1911)
- 2007:
  - Ryszard Kapuściński, polski reportażysta, dziennikarz, pisarz, podróżnik (ur. 1932)
  - Aharon Uzan, izraelski polityk (ur. 1924)
- 2008:
  - Andrzej Andrzejewski, polski generał pilot (ur. 1961)
  - Jerzy Piłat, polski pułkownik pilot (ur. 1962)
- 2009:
  - Héctor Rossetto, argentyński szachista (ur. 1922)
  - Jan Wodzyński, polski aktor, reżyser teatralny (ur. 1932)
- 2010:
  - Oleg Velyky, niemiecki piłkarz ręczny pochodzenia ukraińskiego (ur. 1977)
  - Earl Wild, amerykański pianista jazzowy i klasyczny (ur. 1915)
- 2011:
  - Jack LaLanne, amerykański kręgarz, kulturysta, instruktor ćwiczeń, pisarz (ur. 1914)
  - Ewa Salamon, polska graficzka, ilustratorka (ur. ?(
  - Tomasz Wełnicki, polski dziennikarz, polityk, poseł na Sejm RP (ur. 1957)
- 2012:
  - Amol Bose, banglijski aktor (ur. 1943)
  - Ovidiu Constantinescu, rumuński mykolog, fitopatolog (ur. 1933)
  - Ignacy Wall, polski ogrodnik, polityk, poseł na Sejm PRL (ur. 1926)
- 2013:
  - Józef Glemp, polski duchowny katolicki, biskup warmiński, arcybiskup gnieźnieński, arcybiskup metropolita warszawski i prymas Polski, kardynał (ur. 1929)
  - Bogdan Kuczkowski, polski aktor (ur. 1953)
  - Maria Schaumayer, austriacka ekonomistka, polityk (ur. 1931)
- 2014:
  - Violetta Ferrari, węgierska aktorka (ur. 1930)
  - Franz Gabl, austriacki narciarz alpejski (ur. 1921)
  - Riz Ortolani, włoski kompozytor muzyki filmowej (ur. 1926)
  - Jan Pesman, holenderski łyżwiarz szybki (ur. 1931)
  - Béla Várady, węgierski piłkarz (ur. 1953)
- 2015:
  - Ernie Banks, amerykański baseballista (ur. 1931)
  - Leszek Leiss, polski bokser (ur. 1932)
  - Aleksandr Łastin, rosyjski szachista (ur. 1976)
  - M.S. Narayana, indyjski aktor (ur. 1950)
  - Abd Allah ibn Abd al-Aziz Al Su’ud, król Arabii Saudyjskiej (ur. 1924)
- 2016:
  - Jimmy Bain, brytyjski muzyk, wokalista, kompozytor (ur. 1947)
  - Josip Friščić, chorwacki polityk (ur. 1949)
  - Andrzej Meyer, polski ekonomista, przedsiębiorca, samorządowiec, polityk (ur. 1955)
  - Elisabeta Polihroniade, rumuńska szachistka, sędzia szachowa, dziennikarka (ur. 1935)
  - Bobby Wanzer, amerykański koszykarz (ur. 1921)
  - Józef Henryk Wiśniewski, polski poeta, prozaik (ur. 1931)
- 2017:
  - Dmytro Hrabowski, ukraiński kolarz szosowy (ur. 1985)
  - Gorden Kaye, brytyjski aktor (ur. 1941)
  - Douglas Reeman, brytyjski pisarz (ur. 1924)
  - Franz Schelle, niemiecki bobsleista (ur. 1929)
- 2018:
  - Nicanor Parra, chilijski matematyk, poeta (ur. 1914)
  - Janno Reiljan, estoński ekonomista, polityk, eurodeputowany (ur. 1951)
- 2019:
  - Jonas Mekas, litewski poeta, reżyser i scenarzysta filmowy (ur. 1922)
  - Oliver Mtukudzi, zimbabweński piosenkarz (ur. 1952)
  - Ryszard Peryt, polski reżyser teatralny, aktor (ur. 1947)
  - Erik Olin Wright, amerykański socjolog (ur. 1947)
- 2020:
  - Adolf Holl, austriacki pisarz, teolog, filozof, religioznawca (ur. 1930)
  - Alfred Körner, austriacki piłkarz (ur. 1926)
  - Gudrun Pausewang, niemiecka pisarka (ur. 1928)
- 2021:
  - Hal Holbrook, amerykański aktor (ur. 1925)
  - Larry King, amerykański dziennikarz i prezenter telewizyjny (ur. 1933)
  - Steven T. Kuykendall, amerykański polityk (ur. 1947)
  - Lothar Metz, niemiecki zapaśnik (ur. 1939)
  - Aurelia Nowicka, polska prawnik (ur. 1953)
  - Karl Erik Olsson, szwedzki rolnik, działacz społeczny, polityk, minister rolnictwa, eurodeputowany (ur. 1938)
  - Robert Rowland, brytyjski przedsiębiorca, polityk, eurodeputowany (ur. 1966)
- 2022:
  - Maiquel Falcão, brazylijski zawodnik mieszanych sztuk walki (MMA) (ur. 1981)
  - Lech Kobyliński, polski inżynier, specjalista w dziedzinie budowy okrętów, uczestnik powstania warszawskiego (ur. 1923)
  - Serge Korber, francuski reżyser i scenarzysta filmowy (ur. 1936)
  - Barbara Krafftówna, polska aktorka (ur. 1928)
  - Ketewan Losaberidze, gruzińska łuczniczka (ur. 1949)
  - Thierry Mugler, francuski projektant mody (ur. 1948)
  - Laurenty (Trifunović), serbski biskup prawosławny (ur. 1936)
  - Jacek Trznadel, polski prozaik, poeta, eseista, krytyk literacki, tłumacz (ur. 1930)
  - Zofia Walasek, polska lekkoatletka, biegaczka średniodystansowa (ur. 1933)
- 2023:
  - Álvaro Colom, gwatemalski polityk, prezydent Gwatemali (ur. 1951)
  - Krzysztof Siuda, polski biolog, wykładowca akademicki (ur. 1937)
  - Carol Sloane, amerykańska wokalistka jazzowa (ur. 1937)
  - Witold Więsław, polski matematyk, historyk matematyki (ur. 1944)
- 2024:
  - Alwida Antonina Bajor, polska pisarka, dziennikarka, publicystka, tłumaczka (ur. 1942)
  - Frank Farian, niemiecki muzyk, wokalista, kompozytor, producent muzyczny (ur. 1941)
  - Jean Petit, francuski piłkarz (ur. 1949)
  - Melanie Safka, amerykańska piosenkarka (ur. 1947)
- 2025:
  - Anthony Basso, francuski piłkarz (ur. 1979)
  - Arkadiusz Błochowiak, polski urzędnik państwowy, samorządowiec, członek zarządu województwa wielkopolskiego (ur. 1951)
  - Krasimir Koczew, bułgarski zapaśnik (ur. 1974)